# Boada (Salamanca)
Boada és un municipi de la província de Salamanca a la comunitat autònoma de Castella i Lleó. Limita al Nord amb El Cubo de Don Sancho, a l'est amb La Fuente de San Esteban, al sud amb Martín de Yeltes i a l'oest amb Retortillo i Villares de Yeltes.
| 1991 | 1996 | 2001 | 2004 |
| ---- | ---- | ---- | ---- |
| 524  | 484  | 390  | 270  |